# Porcelana Santa Clara (wielerploeg)
Porcelana Santa Clara was een Spaans-Russische wielerploeg die actief was van 1994 tot 1997.
Een aantal minder bekende Russische renners hebben voor deze ploeg gereden zoals Andrej Zintsjenko, Sergej Smetanine en Rames Gaynetdinov. De Amerikaanse renner Jonathan Vaughters maakte vier jaar lang deel uit van deze ploeg voor Europese wedstrijden. De bekendste Spaanse renner was Josep Jufré, die actief bleef tot en met 2011.
Het team reed op fietsen van Macario.